# Giải vô địch bóng đá Nam Mỹ 1953
Giải vô địch bóng đá Nam Mỹ 1953 là giải vô địch bóng đá Nam Mỹ lần thứ 22, diễn ra ở Peru từ 22 tháng 2 đến 1 tháng 4 năm 1953. Giải đấu có 7 đội tuyển tham gia, đấu vòng tròn tính điểm để chọn ra nhà vô địch. Paraguay giành chức vô địch đầu tiên sau khi vượt qua đương kim vô địch Brasil ở lượt trận đấu cuối.

## Địa điểm
| Lima                  |
| --------------------- |
| Sân vận động Quốc gia |
| Sức chứa: 50.000      |
|                       |

## Kết quả
| Đội      | Tr | T | H | H | BT | BB | HS  | Đ |
| -------- | -- | - | - | - | -- | -- | --- | - |
| Brasil   | 6  | 4 | 0 | 2 | 15 | 6  | +9  | 8 |
| Paraguay | 6  | 3 | 2 | 1 | 11 | 6  | +5  | 8 |
| Uruguay  | 6  | 3 | 1 | 2 | 15 | 6  | +9  | 7 |
| Chile    | 6  | 3 | 1 | 2 | 10 | 10 | 0   | 7 |
| Perú     | 6  | 3 | 1 | 2 | 4  | 6  | −2  | 7 |
| Bolivia  | 6  | 1 | 1 | 4 | 6  | 15 | −9  | 3 |
| Ecuador  | 6  | 0 | 2 | 4 | 1  | 13 | −12 | 2 |

## Trận đấu
| Bolivia    | 1–0 | Perú |
| ---------- | --- | ---- |
| Ugarte 53' |     |      |

| Paraguay                       | 3–0 | Chile |
| ------------------------------ | --- | ----- |
| Fernández 54', 75' · Berni 78' |     |       |

| Uruguay                        | 2–0 | Bolivia |
| ------------------------------ | --- | ------- |
| Puente 11' · Carlos Romero 88' |     |         |

| Perú              | 1–0 | Ecuador |
| ----------------- | --- | ------- |
| Gómez Sánchez 78' |     |         |

| Brasil                                                                     | 8–1 | Bolivia            |
| -------------------------------------------------------------------------- | --- | ------------------ |
| Julinho 18', 20', 42', 52' · Francisco Rodrigues 25', 44' · Pinga 39', 60' |     | Ugarte 73' (ph.đ.) |

| Chile               | 3–2 | Uruguay                  |
| ------------------- | --- | ------------------------ |
| Molina 5', 55', 67' |     | Morel 70' · Balseiro 81' |

| Paraguay | 0–0 | Ecuador |
| -------- | --- | ------- |
|          |     |         |

| Chile | 0–0 | Perú |
| ----- | --- | ---- |
|       |     |      |

| Bolivia   | 1–1 | Ecuador   |
| --------- | --- | --------- |
| Alcón 25' |     | Guzmán 6' |

| Perú                          | 2–2 | Paraguay                  |
| ----------------------------- | --- | ------------------------- |
| Gómez Sánchez 47' · Terry 53' |     | Fernández 36' · Berni 77' |

| Paraguay                    | 2–2 | Uruguay           |
| --------------------------- | --- | ----------------- |
| Atilio López 5' · Berni 52' |     | Balseiro 36', 55' |

| Brasil                   | 2–0 | Ecuador |
| ------------------------ | --- | ------- |
| Ademir 18' · Cláudio 55' |     |         |

| Brasil       | 1–0 | Uruguay |
| ------------ | --- | ------- |
| Ipojucan 87' |     |         |

| Paraguay                     | 2–1 | Bolivia          |
| ---------------------------- | --- | ---------------- |
| Angel Romero 17' · Berni 22' |     | Ramon Santos 76' |

| Chile                           | 3–0 | Ecuador |
| ------------------------------- | --- | ------- |
| Molina 33', 47' · Cremaschi 70' |     |         |

| Perú          | 1–0 | Brasil |
| ------------- | --- | ------ |
| Navarrete 51' |     |        |

| Brasil                                  | 3–2 | Chile           |
| --------------------------------------- | --- | --------------- |
| Julinho 1' · Zizinho 53' · Baltazar 70' |     | Molina 62', 76' |

| Uruguay                                                                             | 6–0 | Ecuador |
| ----------------------------------------------------------------------------------- | --- | ------- |
| Méndez 12' · Puente 51' · Peláez 58' · Morel 60' · Carlos Romero 86' · Balseiro 88' |     |         |

| Paraguay                    | 2–1 | Brasil            |
| --------------------------- | --- | ----------------- |
| Atilio López 49' · León 89' |     | Nílton Santos 12' |

| Chile                           | 2–2 | Bolivia                      |
| ------------------------------- | --- | ---------------------------- |
| Meléndez 28' · Díaz Carmona 52' |     | Ramón Santos 15' · Alcón 49' |

| Uruguay                             | 3–0 | Perú |
| ----------------------------------- | --- | ---- |
| Peláez 23', 67' · Carlos Romero 71' |     |      |

### Đá lại
| Paraguay                                       | 3–2 | Brasil            |
| ---------------------------------------------- | --- | ----------------- |
| Atilio López 14' · Gavilán 17' · Fernández 41' |     | Baltazar 56', 65' |

### Vô địch
| Vô địch Cúp bóng đá Nam Mỹ 1953 Paraguay Lần thứ nhất |

## Danh sách cầu thủ ghi bàn
7 bàn
- Francisco Molina

5 bàn
- Julinho

4 bàn
| - Ángel Berni | - Rubén Fernández | - Osvaldo Balseiro |

3 bàn
| - Baltazar - Atilio López | - Carlos Romero - Donald Peláez |  |

2 bàn
| - Ricardo Alcón - Ramón Santos - Víctor Ugarte | - José Lázaro Robles - Francisco Rodrigues - Óscar Gómez Sánchez | - Walter Morel - Washington Puente |

1 bàn
| - Ademir - Cláudio - Ipojucan - Nílton Santos - Zizinho | - Atilio Cremaschi - Guillermo Díaz Carmona - René Meléndez - Eduardo Guzmán - Juan Angel Romero | - Pablo León - Manuel Gavilán - Luis Navarrete - Alberto Terry - Omar Méndez |